# Clean Air Act
Der Clean Air Act (englisch für sinngemäß Gesetz zur Reinhaltung der Luft)  ist eine gesetzliche Regelung in englischsprachigen Ländern zur Luftreinhaltung. Beispiele sind das Bundesgesetz der USA und vergleichbare Regelungen im Vereinigten Königreich. Die Regelungen verfolgen das Ziel, eine gute Luftqualität sicherzustellen bzw. wiederherzustellen und so die menschliche Gesundheit und die Umwelt, etwa vor Schädigung durch sauren Regen, zu schützen. Weitere Kernziele sind in neuerer Zeit der Schutz der Ozonschicht und die Verringerung von Treibhausgasemissionen zur Begrenzung des durch diese verursachten Klimawandels.

## Vereinigtes Königreich
Als Folge der Smog-Katastrophe in London 1952 wurde der Clean Air Act 1956 beschlossen, ein Bündel von Maßnahmen zur Bekämpfung der Luftverschmutzung in London. Vor allem sollte die Zahl der offenen Kamine drastisch reduziert werden. Die Umsetzung erfolgte jedoch zu langsam, weswegen es im Jahr 1962 zu einem weiteren, jedoch weniger gefährlichen Fall von starkem Smog kam. Daraufhin wurden im Laufe der Jahre weitere Maßnahmen beschlossen. Grundlegende Veränderungen gab es durch den Clean Air Act 1968 und den Clean Air Act 1993. Durch die europäischen Luftqualitätsrahmenrichtlinie (Richtlinie 96/62/EG des Rates vom 27. September 1996 über die Beurteilung und die Kontrolle der Luftqualität) sowie die seither erlassenen „Tochterrichtlinien“ kam es zu Verschärfungen sowie zahlreichen regionalen und lokalen Verordnungen.

## Vereinigte Staaten
Seine aktuelle Form hat das ursprünglich 1963 verabschiedete Gesetz nach grundlegenden Verschärfungen und Erweiterungen in den 1970er Jahren und im Jahr 1990 angenommen. Seither wurden nur kleinere Änderungen vorgenommen.

### Luftreinhaltung bis in die 1960er
Bis 1955 gab es nur auf kommunaler und bundesstaatlicher Ebene gesetzliche Regelungen zur Luftreinhaltung. Vor dem Hintergrund von Sommersmog-Ereignissen in Los Angeles seit den 1940er-Jahren bemühten sich kalifornische Kongressabgeordnete um eine Beteiligung des Bundes an Forschungsprogrammen. Nach mehreren gescheiterten Anläufen wurde 1955 unter der Präsidentschaft von Dwight D. Eisenhower der Pollution Control Act verabschiedet und 1959 verlängert, der 5 Mio. US$ jährlich für Forschung, Ausbildung und technische Unterstützung in der Bekämpfung von
Luftverschmutzung bereitstellte.
Im Jahr 1963 thematisierte Präsident John F. Kennedy das Thema Luftverschmutzung und forderte eine Erhöhung der Forschungsgelder. Noch im Januar 1963 wurde ein entsprechender Gesetzesvorschlag, The Clean Air Act, in den Senat eingebracht, im Dezember vom Kongress angenommen und vom zu diesem Zeitpunkt amtierenden Präsidenten Lyndon B. Johnson unterzeichnet.
Die Clean Air Act Amendments verlängerten 1967 das Gesetz und gaben dem zuständigen Department of Health, Education and Welfare die Befugnis, selbst über Beihilfen zu entscheiden.

### Novellierung 1970
1970 wurde die Environmental Protection Agency (EPA) neu gegründet. Im selben Jahr erfuhr der Clean Air Act wichtige Erweiterungen, vor allem im Hinblick auf Emissionsstandards für Autos. Die Anpassungen des Clean Air Act gelten als eine der bis heute erfolgreichsten Initiativen der EPA. Die EPA gab damals an, dass jährlich ca 5.000 Amerikaner an Krankheiten aufgrund der schlechten Luftqualität starben und erzeugte so einen öffentlichen Druck, der zur Verabschiedung des Gesetzes führte.

### Novellierung 1990
Beauftragt mit der Durchführung des Gesetzes auf Bundesebene ist die Environmental Protection Agency (EPA), aber auch die Regierungen der US-Bundesstaaten, Gemeindeverwaltungen und seit 1990 auch die Verwaltungen der Indianerstämme mit eigenen Territorien wirken maßgeblich an der Umsetzung dieses Gesetzes mit. Eine besondere Rolle spielt dabei der Bundesstaat Kalifornien mit seiner Behörde California Air Resources Board (CARB). Durch seine weitläufigen Millionenstädte wie Los Angeles und San Francisco mit kaum öffentlichem Nahverkehr, aber einem immensen Autoverkehr mit teilweise achtspurigen Autobahnen und Riesenstaus in der Rush Hour, kombiniert mit oft langanhaltenden Inversionswetterlagen war dort die Luftverschmutzung besonders beeinträchtigend und führte zu erheblichen Gesundheitsschäden. Dementsprechend gab es einen starken gesellschaftlichen und politischen Konsens für strenge Abgasnormen, die dort lange vor anderen Staaten und der US-Bundesebene schon Anfang der 70er-Jahre eingeführt wurden. Die heutige Fassung des Clean Air Act von 1990 ist in wesentlichen Teilen eine Übernahme der Vorreitergesetzgebung aus Kalifornien.

### Treibhausgasemissionen
Zunächst weigerte sich die US-amerikanische Umweltbehörde Environmental Protection Agency (EPA), Treibhausgasemissionen von Motorfahrzeugen als Luftschadstoffe nach dem Clean Air Act einzustufen und zu regulieren und lehnten eine darauf zielende Petition von zwölf Bundesstaaten, einem US-Territorium, drei Städten und 13 Nicht-Regierungsorganisationen ab. Im Jahr 2007 entschied der oberste US-Gerichtshof im Verfahren Massachusetts v. EPA, dass emittierte Treibhausgase auch unter die Definition von „Luftschadstoff“ des Clean Air Act fallen und das EPA erwägen müsse, ob sie zu regulieren seien. Im Ergebnis begann die EPA, Emissionen von Motorfahrzeugen aber auch solche aus stationären Quellen wie Kohlekraftwerken zu begrenzen. Das Verfahren Massachusetts v. EPA gilt als bis 2017 wichtigste Klimaklage, die Bestimmungen des Clean Air Act als Grundlage für die bis dato wirksamsten Klimaschutzmaßnahmen auf Bundesebene.

### Verbindung zum Abgasskandal
Im Jahr 2015 bezichtigte die EPA den Volkswagenkonzern, den Clean Air Act verletzt zu haben, indem 482.000 Dieselfahrzeuge aus dessen Produktion aus den Jahren 2009 bis 2015 den zulässigen Wert von Stickoxid-Verbindungen um das 10- bis 40-Fache überschreiten würden. Eine spezielle Software im Bordcomputer habe die Entdeckung dieses Sachverhaltes aber verhindert, indem er beim Erkennen des Prüfzyklus das Motormanagement so verändert, dass der Grenzwert eingehalten wird.